# Sacro regio consiglio
Il Sacro Regio Consiglio (S.R.C.) era un organo giudiziario a composizione collegiale del Regno di Napoli.
Istituito nel XV secolo dagli Aragonesi con funzioni consultive verso il governo, divenne in seguito tribunale di appello sulle decisioni della Regia Camera della Sommaria; infine, sostituendosi all'antica Gran Corte della Vicaria, che pure non fu abolita, divenne Corte Suprema del Regno. Nel XVII secolo divenne l'unica corte competente per le liti inerenti ai feudi e ai feudatari, sia di carattere civile che penale. Su queste liti giudicava in via definitiva e inappellabile, anche se le sentenze potevano essere successivamente riformulate dallo stesso organo. L'enormità di numero delle cause aventi questo tribunale e la mancanza di commissioni o altri organi esaminatori rendeva il procedimento delle diverse istanze molto lungo.
Inizialmente composto da un'unica sezione di nove consiglieri "dottori nella legge", due supplenti ed un presidente, il Sacro Regio Consiglio fu poi ampliato ed ordinato in quattro sezioni da Carlo V di Spagna.